# قنفذي حسوني
القنفذي الحسوني أو القرقفان الحسوني أو شوك الجمال (باللاتينية: Echinops hussonii) نوع نباتي ينتمي إلى جنس القنفذي من الفصيلة النجمية.

## الموئل والانتشار
ينتشر هذا النوع في سيناء ومصر وشرق المغرب العربي.